# Air Canada Rouge
Air Canada Rouge ist eine im Dezember 2012 gegründete kanadische Fluggesellschaft mit Sitz in Montreal und Basis auf dem Flughafen Montréal-Trudeau und eine Tochtergesellschaft der Air Canada.

## Geschichte
Air Canada Rouge wurde im Dezember 2012 von Air Canada gegründet um im Juli 2013 den Flugbetrieb von Toronto und Montreal aus, zu touristischen Zielen in Zentralamerika, Europa und der Karibik aufzunehmen. Teilweise wurden neue Ziele angeboten, aber es wurden auch Ziele von Air Canada übernommen. Das Ziel war eine Flotte von 20 Boeing 767-300ER und 30 Airbus A319-100.
Im Mai 2015 wurde mit Osaka ein Ziel in Japan aufgenommen.
Anfang 2020 wurde der Flugbetrieb aufgrund der Auswirkungen der COVID-19-Pandemie bis Ende 2020 eingestellt. Im Zuge dessen wurden alle 25 Boeing 767-300ER ausgeflottet. Die Wiederaufnahme des Betriebs erfolgte mit einem stärken Fokus auf Nordamerika und ohne Langstrecken.
Im Februar 2021 wurde erneut aufgrund von Reisebeschränkungen im Zuge der COVID-19-Pandemie der Flugbetrieb eingestellt. Im September 2021 wurde der Flugbetrieb mit den Zielen Las Vegas, Orlando und Regina wieder von Toronto aus aufgenommen.

## Konzept
Rouge konzentriert sich im Gegensatz zur Muttergesellschaft auf das Urlaubsgeschäft und bedient daher viele Ziele nur saisonal. Auch werden den Fluggästen im Vergleich zu Air Canada weniger Komfortmerkmale angeboten. So ist der Sitzabstand an Bord geringer und Bordunterhaltung ist nur über WLAN auf mitgebrachten oder gemieteten Geräten möglich. Eine Business Class wird nicht angeboten, sondern nur eine Premium Economy Class (Premium Rouge genannt).
Während Mahlzeiten auf den Langstrecken grundsätzlich im Flugpreis enthalten sind, werden alkoholische Getränke  in der Economy Class nur gegen Aufpreis angeboten.

## Flugziele
Air Canada Rouge fliegt von Toronto und Montreal aus nationale und internationale Ziele in der Karibik, Nordamerika und Zentralamerika an.

## Flotte

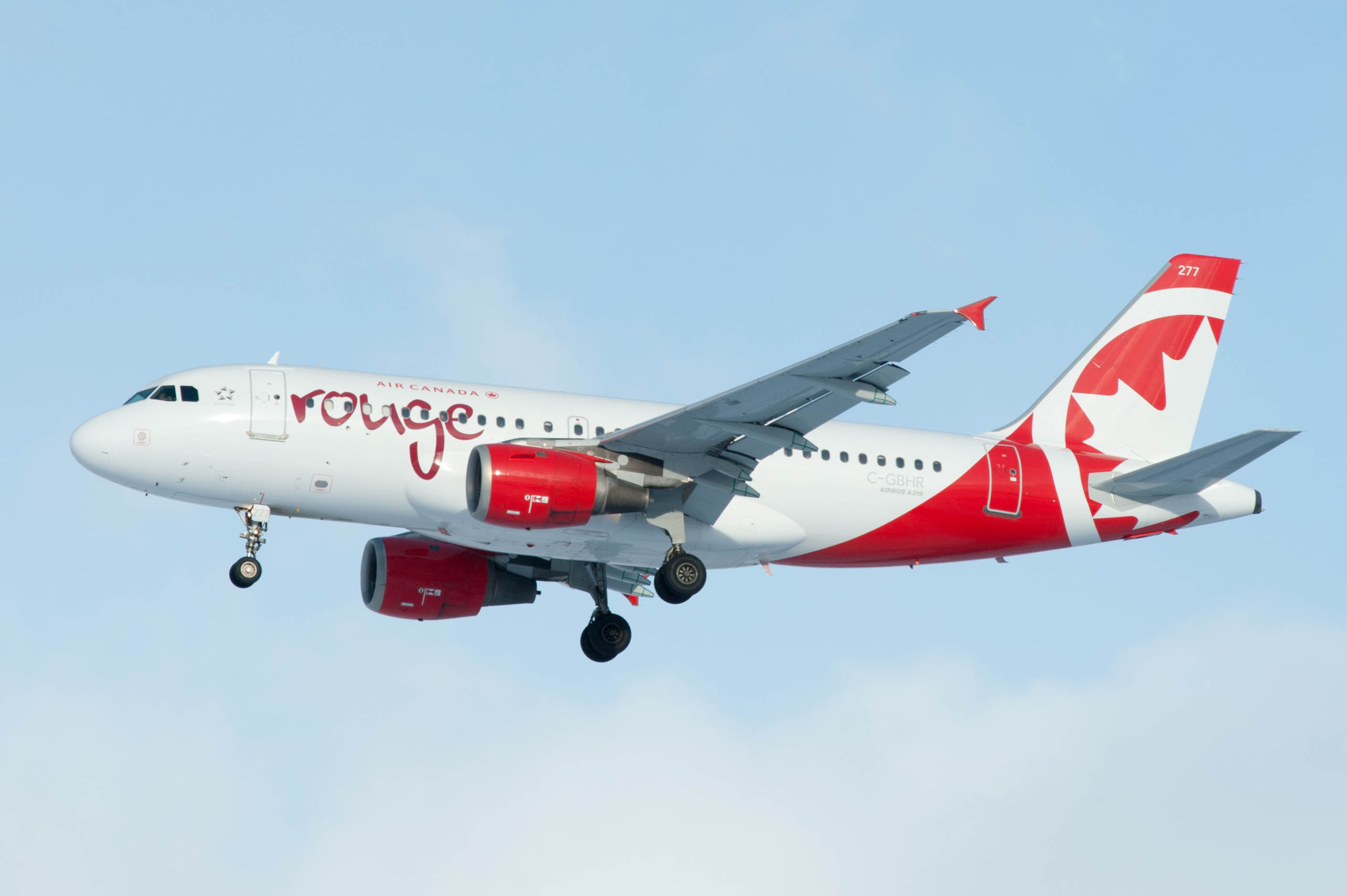
Airbus A319-100 der Air Canada rouge

### Aktuelle Flotte
Mit Stand Juli 2025 besteht die Flotte der Air Canada Rouge aus 37 Flugzeugen mit einem Durchschnittsalter von 19,4 Jahren:
| Flugzeugtyp      | Anzahl | bestellt | Anmerkungen                                                                       | Sitzplätze (Eco+/Eco) | Durchschnittsalter |
| ---------------- | ------ | -------- | --------------------------------------------------------------------------------- | --------------------- | ------------------ |
| Airbus A319-100  | 18     |          |                                                                                   | 136 (12/124)          | 27,1 Jahre         |
| Airbus A320-200  | 05     |          |                                                                                   | 166 (12/156)          | 18,0 Jahre         |
| Airbus A321-200  | 14     |          | elf mit Sharklets ausgestattet                                                    | 196 (12/184)          | 9,9 Jahre          |
| Boeing 737 Max 8 |        | 53       | werden bis 2028 von Air Canada übernommen und ersetzen alle anderen Flugzeugtypen | – offen –             |                    |
| Gesamt           | 37     | 53       |                                                                                   |                       | 19,4 Jahre         |

### Ehemalige Flugzeugtypen
In der Vergangenheit setzte Air Canada Rouge bereits folgenden Flugzeugtyp ein:
- Boeing 767-300ER